# Rutana
 For alternative betydninger, se Arbejdernes Fællesbageri.
Rutana er en by i den sydlige del af Burundi Byen er hovedstad i en provins af samme navn.
3°55′S 30°00′Ø / 3.917°S 30.000°Ø